# 2014年のセントラル・リーグクライマックスシリーズ
2014年のセントラル・リーグクライマックスシリーズは、2014年10月に開催された、日本プロ野球セントラル・リーグのクライマックスシリーズである。

## 概要
クライマックスシリーズは、日本選手権シリーズの出場権を懸けたプレーオフトーナメントである。
出場チームは前年度と同じ3球団で、順位も同じとなった。

### 特記事項
本年度はセ・リーグで特に、雨天中止による日程消化の問題が生じたため、消化試合の扱いが検討された が、同シリーズへの出場チームは規定に沿って1stステージ開幕2日前の10月9日終了時の順位を参考として決定、またリーグ戦は基本的にこの10月9日までに全試合の日程を消化させることを大前提として試合を行うが、それでも消化試合が残った場合でも、極力同年度の日本シリーズ開幕前の10月20日までにすべての日程を消化させ、各チーム144試合ずつを消化した段階での順位で最終順位を決めるという取り決めがなされた。
従って実際の確定順位と、クライマックスシリーズ出場選考のための順位が異なり、リーグ優勝が確定しないままにクライマックスシリーズ進出となるケースや、クライマックスシリーズに出場しても、最終的に実順位でBクラス（その逆で実順位はAクラスだが、クライマックスシリーズ出場を逃す）、ないしは実順位は3位でも選考順位2位で1stステージ主管権を得るなどといったケースが発生する恐れもありえたが、10月7日までに全日程が終了したため、このようなケースにはならなかった。

### ファーストステージ
2014年度レギュラーシーズン第2位の阪神タイガースと第3位の広島東洋カープが3戦2勝先取制で争い、勝者がファイナルステージに進出する。
会期：10月11日から10月13日（予備日：10月14日 - 14日までにすべての試合が消化できない場合は打ち切り）
球場：阪神甲子園球場
試合開始時間：3日間とも14時（14日に予備日が発生した場合のみ18時）
ファーストステージ限定の冠スポンサーとして、ローソン が特別協賛社となり「2014 LAWSON　クライマックスシリーズ・セ ファーストステージ」として開催する。
なお、開催日にかけて台風19号の接近が予想されており、進路次第では3試合消化できず1試合か2試合で打ち切りとなる恐れも生じたが、台風接近前の11日・12日の2試合で阪神のステージ突破が決まった。

### ファイナルステージ
2014年度レギュラーシーズン第1位の読売ジャイアンツ（1勝分のアドバンテージが与えられる）とファーストステージ勝者（阪神）が6戦4勝先取制で争い、勝者がSMBC日本シリーズ2014への出場権を得る。
会期：10月15日から10月20日（予備日：10月21日・10月22日 - 22日までにすべての試合が消化できない場合は打ち切り）
球場：東京ドーム
試合開始時間：6日間（および予備日発生時）とも18時
前年に引き続きファイナルステージ限定でアットホームが冠スポンサーとなり、「2014アットホーム クライマックスシリーズ・セ ファイナルステージ」として開催される。

### トーナメント表
|  | 1stステージ（準決勝） | 1stステージ（準決勝） |                             |       | ファイナルステージ（決勝） | ファイナルステージ（決勝） |
|  |                       |                       |                             |       |                            |                            |
|  |                       |                       |                             |       |                            |                            |
|  |                       |                       |                             |       |                            |                            |
|  |                       |                       |                             |       |                            |                            |
|  |                       |                       | （6戦4勝制） 東京ドーム     |       |                            |                            |
|  |                       |                       |                             |       |                            |                            |
|  | 巨人                  | ☆●●●●                 |                             |       |                            |                            |
|  | 巨人                  | ☆●●●●                 | （3戦2勝制） 阪神甲子園球場 |       |                            |                            |
|  |                       |                       | 阪神                        | ★○○○○ |                            |                            |
|  | 阪神                  | ○△                    | 阪神                        | ★○○○○ |                            |                            |
|  | 阪神                  | ○△                    |                             |       |                            |                            |
|  | 広島                  | ●△                    |                             |       |                            |                            |
|  | 広島                  | ●△                    |                             |       |                            |                            |
|  |                       |                       |                             |       |                            |                            |
|  |                       |                       |                             |       |                            |                            |
|  |                       |                       |                             |       |                            |                            |
|  |                       |                       |                             |       |                            |                            |

☆・★=ファイナルステージのアドバンテージによる1勝・1敗分

## 試合経過

### ファーストステージ
| 日付                 | 試合  | ビジター球団（先攻） | スコア | ホーム球団（後攻） | 開催球場       |
| 10月11日（土）       | 第1戦 | 広島東洋カープ       | 0 - 1  | 阪神タイガース     | 阪神甲子園球場 |
| 10月12日（日）       | 第2戦 | 広島東洋カープ       | 0 - 0  | 阪神タイガース     | 阪神甲子園球場 |
| 勝者：阪神タイガース |       |                      |        |                    |                |

2年続けて阪神と広島の顔合わせとなった。セ・リーグは前年同様順位に変動はなかった。また、甲子園球場は三塁側からレフト席にかけて前年のCS同様広島ファンで埋まる異様な光景が見られた。このステージでは阪神の投手陣が広島打線を完璧に封じ込めて広島を下し、前年のリベンジを果たし、球団初のファイナルステージ進出を決めた。第2戦では延長12回に広島が得点できなかったことで初のコールドが適用された。阪神は2試合通じて1点しか取れなかったが、投手陣が踏ん張った。一方広島も投手陣が踏ん張ったが打線が1点も取れず、ファーストステージで敗退となった。

#### 第1戦（10月11日）

##### スコア（ファーストステージ第1戦）
○阪神 1 ‐ 0 広島●（阪神甲子園球場）
|      | 1 | 2 | 3 | 4 | 5 | 6 | 7 | 8 | 9 | R | H | E |
| ---- | - | - | - | - | - | - | - | - | - | - | - | - |
| 広島 | 0 | 0 | 0 | 0 | 0 | 0 | 0 | 0 | 0 | 0 | 4 | 1 |
| 阪神 | 0 | 0 | 0 | 0 | 0 | 1 | 0 | 0 | x | 1 | 8 | 0 |

1. （阪神1勝0敗）
2. 広：●前田（6回） - 一岡（1回） - 江草（0回1/3） - ヒース（0回2/3）
3. 神：○メッセンジャー（8回） - S呉昇桓（1回）
4. 勝利：メッセンジャー（1勝）
5. セーブ：呉昇桓（1S）
6. 敗戦：前田（1敗）
7. 本塁打
神：福留1号（6回1点・前田）
8. 審判
［球審］森
［塁審］小林和（1B）、良川（2B）、石山（3B）
［外審］東（LL）、秋村（RL）
9. 開始：14時00分　観衆：46721人　時間：2時間52分

##### オーダー
| 広島 | 広島 | 広島         |
| 打順 | 守備 | 選手         |
| ---- | ---- | ------------ |
| 1    | [二] | 菊池         |
| 2    | [中] | 丸           |
| 3    | [左] | ロサリオ     |
| 4    | [一] | エルドレッド |
| 5    | [右] | 松山         |
| 6    | [遊] | 梵           |
| 7    | [三] | 堂林         |
| 8    | [捕] | 石原         |
|      | 打   | 田中         |
|      | 投   | 江草         |
|      | 投   | ヒース       |
| 9    | [投] | 前田         |
|      | 投   | 一岡         |
|      | 打   | 中東         |
|      | 捕   | 會澤         |

| 阪神 | 阪神 | 阪神           |
| 打順 | 守備 | 選手           |
| ---- | ---- | -------------- |
| 1    | [三] | 西岡           |
|      | 三   | 坂             |
| 2    | [二] | 上本           |
| 3    | [遊] | 鳥谷           |
| 4    | [一] | ゴメス         |
| 5    | [左] | マートン       |
|      | 投   | 呉昇桓         |
| 6    | [右] | 福留           |
| 7    | [捕] | 藤井           |
| 8    | [中] | 大和           |
| 9    | [投] | メッセンジャー |
|      | 左   | 俊介           |

阪神はメッセンジャーが先発、広島は前田が先発で両投手の好投で5回までは得点がなかった。6回裏、阪神は1死無走者から福留のソロ本塁打で1点を先制する。前田はこの回で降板し中継ぎ陣が後を抑えた。一方メッセンジャーは8回まで投げて無失点投球を見せ降板した。9回は抑えの呉昇桓が登板し無失点で抑えた。阪神は2008年のCS第1ステージ第2戦以来6年ぶりにCS勝利を挙げ、ファイナルステージ進出に王手を賭けた。また、甲子園でのCS初勝利でもあった(ホームでのポストシーズンの連敗も5で止めた)。一方広島は前田の好投に打線が応えられず、CSファーストステージ初黒星を喫し後がなくなった。

#### 第2戦（10月12日）

##### スコア（ファーストステージ第2戦）
△阪神 0 ‐ 0 広島△（阪神甲子園球場）

延長12回表終了時、規定によりコールド
|      | 1 | 2 | 3 | 4 | 5 | 6 | 7 | 8 | 9 | 10 | 11 | 12 | R | H | E |
| ---- | - | - | - | - | - | - | - | - | - | -- | -- | -- | - | - | - |
| 広島 | 0 | 0 | 0 | 0 | 0 | 0 | 0 | 0 | 0 | 0  | 0  | 0  | 0 | 8 | 0 |
| 阪神 | 0 | 0 | 0 | 0 | 0 | 0 | 0 | 0 | 0 | 0  | 0  | x  | 0 | 7 | 0 |

1. （阪神1勝1分）
2. 広：大瀬良（7回） - Hヒース（2回） - 中﨑（2回）
3. 神：能見（8回） - H呉昇桓（3回） - 福原（1回）
4. 審判
［球審］石山
［塁審］良川（1B）、東（2B）、秋村（3B）
［外審］嶋田（LL）、小林和（RL）
5. 開始：14時00分　観衆：46815人　時間：3時間35分

##### オーダー
| 広島 | 広島   | 広島         |
| 打順 | 守備   | 選手         |
| ---- | ------ | ------------ |
| 1    | [二]   | 菊池         |
| 2    | [中]   | 丸           |
| 3    | [左]   | ロサリオ     |
| 4    | [一]   | エルドレッド |
| 5    | [遊]三 | 梵           |
| 6    | [三]   | 小窪         |
|      | 打     | 天谷         |
|      | 遊     | 田中         |
|      | 走     | 赤松         |
| 7    | [右]   | 鈴木誠       |
| 8    | [捕]   | 會澤         |
|      | 打     | 松山         |
|      | 捕     | 石原         |
| 9    | [投]   | 大瀬良       |
|      | 打     | 堂林         |
|      | 投     | ヒース       |
|      | 打     | 中東         |
|      | 投     | 中﨑         |

| 阪神 | 阪神 | 阪神     |
| 打順 | 守備 | 選手     |
| ---- | ---- | -------- |
| 1    | [三] | 西岡     |
|      | 投   | 呉昇桓   |
|      | 打一 | 新井貴   |
| 2    | [二] | 上本     |
| 3    | [遊] | 鳥谷     |
| 4    | [一] | ゴメス   |
|      | 投   | 福原     |
| 5    | [左] | マートン |
|      | 左   | 俊介     |
| 6    | [右] | 福留     |
| 7    | [捕] | 鶴岡     |
|      | 打   | 新井良   |
|      | 捕   | 藤井     |
| 8    | [中] | 大和     |
| 9    | [投] | 能見     |
|      | 打   | 伊藤隼   |
|      | 三   | 坂       |

阪神は能見、広島は大瀬良の先発で始まった。両投手とも好投を見せ前日同様の投手戦となった。能見は8回まで、大瀬良は7回まで投げて無失点に抑えた。阪神は9回に呉昇桓が登板すると無失点に抑えて広島も9回に得点を許さず延長戦に入った。延長に入ると阪神は呉昇桓を続投させ、シーズンにもなかった3イニングを投げた。広島もヒースと中﨑が2イニングずつ投げて無失点に抑えて12回に入る。12回から阪神は福原を投入した。その福原が無失点に抑えてCS史上初のコールドが適用されて引き分けとなり1勝1分けで球団初のファイナルステージ進出を決め、前年同じ甲子園で2連敗で広島に敗退した雪辱を果たした。一方広島は投手陣が好投を見せたものの2試合とも無得点に終わった。菊池涼介・丸佳浩の「キクマルコンビ」は菊池のわずか1安打のみ、主砲エルドレッドもシングル2本のみと主力打者がほぼ完全に封じ込められたのが響き2年連続のファイナルステージ進出はならなかった。

### ファイナルステージ
| 日付                 | 試合           | ビジター球団（先攻） | スコア | ホーム球団（後攻） | 開催球場   |
| アドバンテージ       | アドバンテージ | 阪神タイガース       |        | 読売ジャイアンツ   |            |
| 10月15日（水）       | 第1戦          | 阪神タイガース       | 4 - 1  | 読売ジャイアンツ   | 東京ドーム |
| 10月16日（木）       | 第2戦          | 阪神タイガース       | 5 - 2  | 読売ジャイアンツ   | 東京ドーム |
| 10月17日（金）       | 第3戦          | 阪神タイガース       | 4 - 2  | 読売ジャイアンツ   | 東京ドーム |
| 10月18日（土）       | 第4戦          | 阪神タイガース       | 8 - 4  | 読売ジャイアンツ   | 東京ドーム |
| 勝者：阪神タイガース |                |                      |        |                    |            |

伝統の一戦と呼ばれる巨人と阪神が日本シリーズ進出を決めるファイナルステージで初めて相対することとなった。2010年のCSファーストステージでは甲子園で巨人がストレートの2連勝で下しファイナルステージ進出を決めたが、今シリーズでは逆に東京ドームで阪神がストレートの4連勝と、4年前の雪辱を果たした。阪神はシーズン同様投打のバランスがよく、4試合とも先発投手が5回以上を投げて3点以上取られず、打線も効率よく得点した。
一方巨人はリーグ優勝したものの投打のバランスを欠きレギュラーシーズンで規定打席に到達した3割打者が一人もいなかった。それに象徴されるように打撃陣は今シリーズでも6本塁打中5本はソロ、適時打は第3戦の阿部慎之助の一本だけで初戦にフレデリク・セペダが無死満塁、第2戦は橋本到が1死満塁のチャンスで併殺打に倒れるなど得点圏での凡退が響き打線の繋がりを欠いた。投手陣もエースの菅野智之と大竹寛を欠く中、第3戦先発の杉内は6回途中2失点と役割を果たしたがそれ以外の先発投手が誤算だった。巨人はCS史上初の4連敗で2007年以来7年ぶりにリーグ優勝しながら日本シリーズに進出できない結果となった。

#### 第1戦（10月15日）
●巨人 1-4 阪神○
出典：2014年10月15日 【公式戦】 試合結果 （読売vs阪神）
　阪神は初回、先発内海哲也を攻め鳥谷の先制タイムリーツーベースで先制すると、続くゴメスがレフトスタンドでの2ランホームランで3点を先制。3回にもゴメスが今度はタイムリーで4点目を挙げた。阪神の先発藤浪晋太郎は6回まで無得点に抑えていたが、7回に阿部慎之助のソロホームランで1点を献上するとその後無死満塁の大ピンチを招いた。しかし代打のフレデリク・セペダを一塁ゴロ併殺打に仕留めるなど巨人の反撃を許さず、その後は抑えの呉昇桓まで3投手の継投で逃げ切った。阪神は初のクライマックスシリーズファイナルステージで初勝利を挙げ、2003年の日本シリーズから続くビジターでのポストシーズンの連敗を8で止めた。巨人はクライマックスシリーズファイナルステージ初戦は実に6敗目（1勝）になった。先発の内海はクライマックスシリーズではこの試合の敗戦で通算1勝4敗と完全に鬼門となった。

#### 第2戦（10月16日）
●巨人 2-5 阪神○
出典：2014年10月16日 【公式戦】 試合結果 （読売vs阪神）
阪神は3回、巨人先発澤村拓一を攻め上本博紀と鳥谷の連続タイムリーで2点を先制する。巨人は3回に阪神先発岩田稔から一死満塁と大きなチャンスを作るが、2番の橋本到が二ゴロ併殺打に倒れ無得点に終わる。逆に阪神は5回には澤村が上本への危険球で退場となった直後、2番手の久保裕也から鳥谷が再びタイムリー、マートンにも2点タイムリーが飛び出し5-0と中盤で大きくリードする。岩田は7回にこの日スタメンの井端弘和に2ランホームランを許したが失点はその2点だけにとどめ7回2失点と粘りの投球を見せた。その後は前日同様福原ー高宮ー呉のリレーで逃げ切った。阪神は2連勝。巨人は逆に2012年以来の連敗スタートとなった。

#### 第3戦（10月17日）
●巨人 2-4 阪神○
出典：2014年10月17日 【公式戦】 試合結果 （読売vs阪神）
巨人は初回に阪神先発メッセンジャーから阿部のタイムリーでこのクライマックスシリーズで初めて先制すると、3回には亀井善行がライトスタンドにソロホームランを放ち2点をリードし、CS3試合目で初めて主導権を握った。先発の杉内俊哉も5回まで無失点に抑えていたが6回にゴメスのタイムリーで1点を返され、なおもピンチを招くと原監督は西村健に投手交代したが、阪神・和田監督は代打に福留孝介を送る。福留は同点タイムリーを放ちベンチの采配に応えた。こうなると阪神のペースになり、7回は3番手の山口からチャンスを作り、再びゴメスが2点タイムリーを放ち逆転に成功する。巨人も8回に二死一塁二塁のチャンスを作るが代打のセペダが凡退して追いつくことができず、9回も3連投の呉の前に三者凡退に終わり三連敗となった。
阪神のCS三連勝は球団史上初。巨人は2年ぶりのクライマックスシリーズ3連敗となった。阪神は鳥谷・ゴメス・マートンのクリーンアップが毎試合安打を放ち好調。
逆に巨人の阿部はタイムリーこそ出たもののその後は凡退、1番の長野と3番の坂本も2試合連続無安打に終わるなど主力打者に元気がなく後がなくなった。

#### 第4戦（10月18日）
●巨人 4-8 阪神○
出典：2014年10月18日 【公式戦】 試合結果 （読売vs阪神）
阪神が初回にマートンの3ランと福留のソロホームランで4点を先制すると、2回にも西岡が2ランで巨人先発の小山雄輝をKO。先発の能見が今一つの投球で2回に亀井のソロ、3回に村田の犠牲フライで反撃に遭い、無失点の回でも走者を毎回出すなど苦しい投球だったが5回2失点に抑えた。阪神は7回にゴメスの2点タイムリーで突き放した。9回に4連投となる抑えの呉が代打セペダと坂本勇人に連続ホームランを浴びたが、試合の大勢には影響はなく4連勝で日本シリーズ進出。
阪神は鬼門となっていたCSを勝ち上がって日本シリーズ進出を決めた。巨人は2007年に続く2度目のリーグ優勝しながらのクライマックスシリーズ敗退と、リーグ優勝した球団に1勝のアドバンテージが付与されるようになった2008年以降、リーグ優勝の球団が敗退するケースとしては、2010年のソフトバンクホークス以来2例目で、セリーグとしては初の事例となった。
エースの菅野智之が終盤に発症した右ひじ痛で登板できなかったのが痛く、阿部が18打数2安打の.111（1HR2打点）、坂本が15打数2安打の.133 1HRと、前年の日本シリーズ同様ブレーキ役になってしまった。

## 表彰選手
- MVP：呉昇桓（阪神）

## テレビ・ラジオ放送

### テレビ放送

#### ファーストステージ放送日程（テレビ）
第1戦
- 読売テレビ（ytv）≪関西広域圏ローカル≫
  - 実況：尾山憲一、解説：川藤幸三、赤星憲広、リポーター：小澤昭博（阪神サイド・監督インタビュアー）、宮脇靖知（HTV、広島サイド）、立田恭三（ヒーローインタビュー）、本野大輔（各地の途中経過情報）
  - 放送時間：13:54 - 17:00
- 広島テレビ（HTV）≪広島県ローカル。制作協力：ytv≫
  - 実況：長野正実、解説：山本浩二、池谷公二郎、リポーター：宮脇靖知（広島サイドのみ）
  - 放送時間：13:54 - 17:00（13:30 - 13:54に事前番組も別途放送）
- NHK BS1（『オリックス vs 日本ハム』とマルチ編成、全て102chにて放送）
  - 実況：星野圭介（BK）、解説：宮本慎也、リポーター：渡辺憲司（BK、阪神サイド）、秋山浩志（AK、広島サイド）
  - 放送時間：14:00 - 17:30（試合終了まで延長）
- GAORA（Tigers-ai制作）
  - 実況：中井雅之、解説：藤本敦士、リポーター：村田匤輝
  - 放送時間：13:55 - 試合終了まで

第2戦
- ABCテレビ≪関西広域圏ローカル≫
  - 実況：清水次郎、解説：桧山進次郎、矢野燿大、リポーター：角野友紀（阪神サイドのみ）
  - 放送時間：13:55 - 17:20（85分延長）
- 広島ホームテレビ（HOME）≪広島県ローカル。制作協力：ABC（前年と異なりクレジット表記なし）≫
  - 実況：榮真樹、解説：北別府学、前田智徳、リポーター：廣瀬隼也（両サイド兼任）
  - 放送時間：13:55 - 17:00（17:00以降自社制作番組『勝ちグセ。サンデー恋すぽ』内で継続放送）
- NHK BS1（『オリックス vs 日本ハム』とマルチ編成）
  - 実況：伊藤慶太（BK）、解説：大野豊、リポーター：星野圭介（BK、阪神サイド）、高木修平（FK、広島サイド）
  - 放送時間：14:00 - 17:30（試合終了まで延長）
- スカイ・A sports＋（ABC制作、放送内容はABCテレビと同一）
  - 実況：清水次郎（ABC）、解説：桧山進次郎、矢野燿大、リポーター：角野友紀（阪神サイドのみ）
  - 放送時間：13:45 - 試合終了まで

第3戦は、毎日放送（MBS）≪関西広域圏ローカル、GAORAでも同時中継≫、中国放送（RCC）≪広島県ローカル≫、NHK BS1（『オリックス vs 日本ハム』とマルチ編成）での放送が予定されていた（阪神が1勝1分したため非開催）

#### ファーストステージ放送日程（動画配信）
全試合を阪神タイガース球団公式動画配信サービス「虎テレ」でも視聴できる。

#### ファイナルステージ放送日程（テレビ）
第1戦
- 日本テレビ（NTV）≪日本テレビ系列[脚注 3]≫
  - 実況：平川健太郎、解説：山本浩二、江川卓、ゲスト解説：三浦大輔（横浜DeNAベイスターズ）、リポーター：田辺研一郎（巨人サイド）、小澤昭博（ytv、阪神サイド・監督インタビュアー）、河村亮（ヒーローインタビュアー）
  - 放送時間：19:00 - 20:54（延長なし。読売テレビでは18:20 - 19:00にも別途放送）
- 日テレG+、BS日テレ
  - 実況：河村亮（17:30 - 19:00）
  - 放送時間：18:00 - 19:00、20:52 - 21:09（トップ&リレー。リレーナイターについてはサブチャンネル142chでの放送）、日テレG+は17:30 - 22:00（試合終了まで）

第2戦
- 地上波中継はなし。
- NHK BS1（『ソフトバンク vs 日本ハム』とマルチ編成）
  - 実況：冨坂和男（G-Media）、解説：梨田昌孝、宮本慎也、リポーター：田中崇裕（G-Media、巨人サイド）、星野圭介（BK、阪神サイド・ヒーローインタビュアー）、伊藤慶太（BK、監督インタビュアー）
  - 放送時間:18:00 - 21:35（メインチャンネル101chで放送。5分延長）
- 日テレG+
  - 実況：上重聡、解説：桑田真澄、リポーター：安藤翔（巨人サイド）、小澤昭博（ytv、阪神サイド）
  - 放送時間:17:30 - 22:00（試合終了まで）

第3戦
- 日本テレビ（NTV）≪日本テレビ系列[脚注 4]≫
  - 実況：河村亮、解説：水野雄仁、赤星憲広、ゲスト解説：大瀬良大地（広島東洋カープ）
    - 副音声：亀梨和也（KAT-TUN）、三浦大輔（横浜DeNAベイスターズ）、副音声実況：佐藤義朗、リポーター：平川健太郎（巨人サイド）、小澤昭博（ytv、阪神サイド）、村山喜彦（ヒーローインタビュアー）

  - 放送時間:19:00 - 20:54（延長なし。読売テレビでは18:20 - 19:00にも別途放送）
- 日テレG+、BS日テレ
  - 実況：村山喜彦（17:30 - 19:00）
  - 放送時間:18:00 - 19:00、20:52 - 21:54（トップ&リレー。リレーナイターについてはサブチャンネル142chでの放送）、日テレG+は17:30 - 22:00（試合終了まで）

第4戦
- 日本テレビ（NTV）≪日本テレビ系列[脚注 3]≫
  - 実況：田辺研一郎、解説：江川卓、金本知憲、ゲスト解説：前田健太（広島東洋カープ）
    - 副音声：亀梨和也（KAT-TUN）、大瀬良大地（広島東洋カープ）、副音声実況：上重聡

  - 放送時間:19:00 - 21:44[脚注 5]（50分延長。日本シリーズ進出決定戦のため、試合終了まで延長）
- 日テレG+、BS日テレ
  - 実況：平川健太郎（17:30 - 19:00）
  - 放送時間:18:00 - 19:00（トップナイター。日本シリーズ進出決定戦のため、リレーナイターは実施せず）。日テレG+は17:30 - 22:00（試合終了まで）

第5戦・第6戦が行われた場合は、いずれも日本テレビ系列、BS日テレ（トップナイター）、日テレG+で放送予定だった。

#### ファイナルステージ放送日程（動画配信）
全試合が「日テレオンデマンド」で配信された。またこの動画はレギュラーシーズン同様「虎テレ」でも視聴できた。

### ラジオ放送

#### ファーストステージ放送日程（ラジオ）
第1戦
- ABCラジオ≪CBCラジオとの2局ネット≫
  - 実況：岩本計介、解説：吉田義男、リポーター：楠淳生（阪神サイド）、長谷川努（RCC、広島サイド）
- MBSラジオ≪関西広域圏ローカル≫
  - 実況：井上雅雄、解説：金本知憲、リポーター：金山泉（阪神サイドのみ）
- RCCラジオ≪広島県ローカル≫
  - 実況：一柳信行、解説：山崎隆造、リポーター：長谷川努（広島サイドのみ）
- NHKラジオ第1放送≪広島県のみ≫
  - 実況：高木修平（FK）、解説：山本和行、リポーター：渡辺憲司（BK、阪神サイド）、秋山浩志（AK、広島サイド）
- ニッポン放送（RF）≪東海ラジオ（SF）との2局ネット≫
  - 実況：松本秀夫、解説：大矢明彦、リポーター：金山泉（MBS、阪神サイド）、山田透（広島サイド）

第2戦
- ABCラジオ≪CBCとの2局ネット≫
  - 実況：枝松順一、解説：福本豊、リポーター：岩本計介（阪神サイド）、一柳信行（RCC、広島サイド）
- MBSラジオ≪関西広域圏ローカル≫
  - 実況：森本栄浩、解説：藪恵壹、リポーター：井上雅雄（阪神サイドのみ）
- RCCラジオ≪広島県ローカル≫
  - 実況：長谷川努、解説：山崎隆造、リポーター：一柳信行（広島サイドのみ）
- NHKラジオ第1放送≪広島県のみ≫
  - 実況：北野剛寛（FK）、解説：与田剛、リポーター：星野圭介（BK、阪神サイド）、高木修平（FK、広島サイド）
- ニッポン放送≪SFとの2局ネット≫
  - 実況：山田透、解説：山﨑武司、リポーター：松本秀夫（両サイド兼務）

第3戦は、第2戦までと同様の形態での放送が予定されていた（ただし、東海ラジオのネット有無は最後まで未定であった。試合は阪神が1勝1分したため非開催）。

#### ファイナルステージ放送日程（ラジオ）
第1戦
- TBSラジオ≪CBCとの2局ネット≫
  - 実況：林正浩、解説：緒方耕一、リポーター：戸崎貴広（巨人サイド）、小縣裕介（ABC、阪神サイド）
- ニッポン放送≪SFとの2局ネット≫
  - 実況：師岡正雄、解説：江本孟紀、リポーター：胡口和雄（巨人サイド）、煙山光紀（阪神サイド）
- ラジオ日本≪GBS、CRKとの3局ネット≫
  - 実況：内藤博之、解説：水野雄仁、リポーター：小林幸明（両サイド兼務）
- ABCラジオ≪関西広域圏ローカル≫
  - 実況：清水次郎、解説：矢野燿大、リポーター：戸崎貴広（TBS、巨人サイド）、小縣裕介（阪神サイド）
- MBSラジオ≪関西広域圏ローカル≫
  - 実況：近藤亨、解説：亀山つとむ、リポーター：赤木誠（阪神サイドのみ）

第2戦
- TBSラジオ≪CBCとの2局ネット≫
  - 実況：戸崎貴広、解説：元木大介、リポーター：小笠原亘（巨人サイド）、清水次郎（ABC、阪神サイド）
- ニッポン放送≪SFとの2局ネット≫
  - 実況：胡口和雄、解説：宮本和知、リポーター：師岡正雄（巨人サイド）、山内宏明（阪神サイド）
- ラジオ日本≪GBSとの2局ネット≫
  - 実況：細淵武揚、解説：篠塚和典、リポーター：矢田雄二郎（両サイド兼務）
- ABCラジオ≪関西広域圏ローカル≫
  - 実況：小縣裕介、解説：桧山進次郎、リポーター：小笠原亘（TBS、巨人サイド）、清水次郎（阪神サイド）
- MBSラジオ≪関西広域圏ローカル≫
  - 実況：赤木誠、解説：今岡誠、リポーター：近藤亨（阪神サイドのみ）

第3戦
- TBSラジオ≪CBCとの2局ネット≫
  - 実況：小笠原亘、解説：佐々木主浩、リポーター：椎野茂（巨人サイド）、小縣裕介（ABC、阪神サイド）
- ニッポン放送≪SFとの2局ネット≫
  - 実況：山内宏明、解説：山﨑武司、リポーター：山田透（巨人サイド）、宮田統樹（阪神サイド）
- ラジオ日本≪GBSとの2局ネット≫
  - 実況：矢田雄二郎、解説：須藤豊、リポーター：小林幸明（両サイド兼務）
- NHKラジオ第1放送≪北海道・九州・沖縄を除く全国放送[脚注 6]≫
  - 実況：伊藤慶太（BK）、解説：小早川毅彦、リポーター：富坂和男（G-Media、両サイド兼務）
- ABCラジオ≪関西広域圏ローカル≫
  - 実況：清水次郎、解説：真弓明信、リポーター：椎野茂（TBS、巨人サイド）、小縣裕介（阪神サイド）
- MBSラジオ≪関西広域圏ローカル≫
  - 実況：近藤亨、解説：藪恵壹、リポーター：赤木誠（阪神サイドのみ）

第4戦
- TBSラジオ≪CBCとの2局ネット≫
  - 実況：椎野茂、解説：槙原寛己、リポーター：戸崎貴広（巨人サイド）、岩本計介（ABC、阪神サイド）
- ニッポン放送≪SFとの2局ネット≫
  - 実況：山田透、解説：大矢明彦、リポーター：松本秀夫（巨人サイド）、宮田統樹（阪神サイド）
- ラジオ日本≪GBSとの2局ネット≫
  - 実況：小林幸明、解説：柴田勲、リポーター：内藤博之（両サイド兼務）
- NHKラジオ第1放送≪全国放送≫
  - 実況：星野圭介（BK）、解説：小久保裕紀、リポーター：富坂和男（G-Media、両サイド兼務）
- ABCラジオ≪関西広域圏ローカル≫
  - 実況：枝松順一、解説：岡田彰布、リポーター：戸崎貴広（TBS、巨人サイド）、岩本計介（阪神サイド）
- MBSラジオ≪関西広域圏ローカル≫
  - 実況：赤木誠、解説：安藤統男、リポーター：近藤亨（阪神サイドのみ）

第5戦以降も、第4戦までと同様の形態での放送が予定されていた（ただし、第6戦にもつれた場合、GBSがRFからネット受けをするかどうかは不明だった。試合は阪神が4勝1敗で終了したため非開催）。